# Parevia mathani
Parevia mathani là một loài bướm đêm thuộc phân họ Arctiinae, họ Erebidae.